# Островенское (озеро, Дедовичский район)
Островенское — озеро в Пожеревицкой волости Дедовичского района Псковской области. Расположено на Судомской возвышенности.
Площадь — 0,4 км² (41,0 га). Максимальная глубина — 18,0 м, средняя глубина — 4,8 м. Самое глубокое озеро волости и района.
На берегу озера расположены деревни Островно и Олохово. Юго-западнее, в 3 км, находится деревня Вышегород.
Слабопроточное. Относится к бассейну реки Уза, впадающая в Шелонь.
Тип озера плотвично-окуневый с лещом и уклеей. Массовые виды рыб: щука, плотва, окунь, карась, линь, ерш, лещ, уклея, красноперка, густера, налим, вьюн, щиповка; раки (единично).
Для озера характерны: крутые и отлогие берега, местами заболочены, луга, поля; в профундали — ил, в литорали — песок, глина, камни, заиленный песок.